# EURONEAR
European Near Earth Asteroids Research
EURONEAR, acronyme du European Near Earth Asteroids Research, est un programme de recherche dont l'objet est le développement d'un réseau destiné à la découverte et au suivi des objets géocroiseurs y compris ceux classés potentiellement dangereux. Ce programme exploite dans ce but deux télescopes d'un à deux mètres de diamètre situés dans les deux hémisphères ainsi que d'autres équipements mis à la disposition des membres du réseau.

## Institutions
Parmi les institutions qui collaborent au projet, on peut citer :
- Institut de mécanique céleste et de calcul des éphémérides (IMCCE), France (mai 2006)
- Observatoire européen austral (ESO), Chili (septembre 2006)
- Universidad Católica del Norte Instituto de Astronomía, Chili (mars 2007)
- Groupe de télescopes Isaac Newton (ING), La Palma, Espagne (janvier 2008)
- Institut d'astrophysique des Canaries (IAC), Ténérife, Espagne (avril 2009)

Les dates indiquent l'époque où l'institution a commencé à collaborer au projet.

## Objets découverts
| (257005) Arpadpal     | 11 mars 2008  |
| (263516) Alexescu     | 13 mars 2008  |
| (320790) Anestin      | 12 mars 2008  |
| (330634) Boico        | 11 mars 2008  |
| (346261) Alexandrescu | 12 mars 2008  |
| (358894) Demetrescu   | 12 mars 2008  |
| (365761) Popovici     | 13 mars 2008  |
| (369088) Marcus       | 12 mars 2008  |
| (450931) Coculescu    | 11 mars 2008  |
| (557045) Nadolschi    | 13 mars 2008  |
| (562964) Hudin        | 3 juin 2014   |
| (572217) Dramba       | 11 mars 2008  |
| (579890) Mocnik       | 1er août 2014 |

- 2014 OL339, non encore numéroté